# Рајан Маскелајн
Рајан Маскелајн (енгл. Ryan Maskelyne; 25. јануар 1999) папуански је пливач чија специјалност су трке прсним стилом. 

## Спортска каријера
Први наступ на међународним такмичењима Маскелајн је имао на светском јуниорском првенству у Сингапуру 2015, где је остварио неколико солидних резултата. У децембру 2016. по први пут је пливао на неком великмо сениорском такмичењу, на светском првенству у малим базенима у Виндзору .
Деби на светским првенствима у велиим базенима имао је у корејском Квангџуу 2019, где је пливао у четири квалификационе трке, две појединачне и две штафетне. У трци на 100 прсно заузео је 62. место, док је на 200 прсно био укупно 47. у конкуренцији 54 пливача. У микс штафети 4×100 мешовито заузео је 29, односно 30. место у микс штафети 4×100 слободно. 